# Kostel svatého Víta (Borovnice)
Kostel svatého Víta je římskokatolický, filiální, dříve farní, orientovaný kostel v Borovnici v okrese Trutnov. Situován je v centru obce při hlavní silnici a je obklopen hřbitovem. Je chráněn od roku 1987 jako kulturní památka České republiky.

## Historie
Kostel byl postaven mezi lety 1720–1722. Farnost byla spravována z Pecky, roku 1787 byla zřízena lokálie. Budova fary byla postavena roku 1854, kdy byl do současné podoby renovován i kostel. Věž kostela nesla do druhé světové války tři zvony, dva z nich byly zrekvírovány.

## Architektura
Jednolodní plochostropá stavba klasicistního slohu je ozdobená drobnými medailony. V lodi je šest oken, po třech na severní a jižní straně. Předsunutá věž na západní straně založená na pravoúhlé základně a zakončená čtyřrohou helmicí je v průčelí kostela, trojboký presbytář je na východní straně kostela. Ve vrcholu věže je dvouramenný kříž s makovicí. Pod helmicí je zvonice s žaluziemi krytými okny. Schodiště ve věži prosvětlují kruhová okna ze tří stran věže a půlkruhové okno v průčelí. Okna s portálem mají kamenné ostění z červeného pískovce, který je použit i u všech průrazů stavby. Hlavní vstupní portál je na západní straně u paty věže, další vstupy jsou z boku lodi. Za vstupním portálem je předsíň a v patře sloupy nesená kruchta. Střecha je sedlová, nad kněžištěm je valená klenba s lunetovými výseči zčásti i s pruskou klenbou. Klenba je ozdobena výjevem ze Zjevení sv. Jana. Hrany výsečí jsou zdůrazněny barevně i profilově. Nad kněžištěm je malý cibulový sanktusník. Předsíň sakristie a schodiště do věže mají pultové střechy. Okna v sakristii a oratoři jsou čtvercová. Přístup do sakristie je ze severní strany kněžiště, oratoř je přístupná ze sakristie. Zpovědnice je neobvykle umístěna v prostoru kněžiště, který prosvětluje jediné okno na jižní straně.
Kostel je obklopený hřbitovem a je s ním uzavřen v lichoběžníkové ohradní zdi z pískovcových kvádrů s bosáží. Vstupní kovaná vrata jsou uchycena v kamenných sloupcích. Na hřbitově před kostelem je po pravé straně hlavního vchodu náhrobek s figurou truchlícího anděla, u stěny lodi kostela je pozdně barokní kamenný krucifix s figurálními reliéfy z roku 1811.

## Inventář
Většina inventárního vybavení je klasicistní z poloviny devatenáctého století. Na stěnách lodě jsou obrazy křížové cesty. Hlavní oltář s postranními bránami nese obraz patrona kostela. Postranní oltář vpravo je zasvěcen sv. Janu Nepomuckému a oltář vlevo Panně Marii. Kazatelna je na levé straně půlkruhového vítězného oblouku. Prohlídku kostela je možné si předem domluvit.

## Bohoslužby
Bohoslužby se konají v neděli v 9.30 hod. a ve středu v době letního času v 17.00 hod., v době zimního času od 16.00 hod.